# Olympische Winterspiele 1998/Teilnehmer (Usbekistan)
| Gelbes Symbol für Goldmedaillen mit stilisierten Olympischen Ringen | Graues Symbol für Silbermedaillen mit stilisierten Olympischen Ringen | Braundes Symbol für Bronzemedaillen mit stilisierten Olympischen Ringen |
| ------------------------------------------------------------------- | --------------------------------------------------------------------- | ----------------------------------------------------------------------- |
| —                                                                   | —                                                                     | —                                                                       |

Usbekistan nahm an den Olympischen Winterspielen 1998 im japanischen Nagano mit einer Delegation von vier Athleten, je zwei Frauen und Männer, teil.
Es war nach 1994 die zweite Teilnahme Usbekistans an Olympischen Winterspielen.

## Flaggenträger
Der Slalomfahrer Komil Urunbayev trug die Flagge Usbekistans während der Eröffnungsfeier im Olympiastadion.

## Teilnehmer nach Sportarten

### Eiskunstlauf
- Tatjana Malinina
Frauen, Einzel: 8. Platz
- Roman Skornyakov
Männer, Einzel: 19. Platz

### Ski Alpin
- Komil Urunbayev
Männer, Slalom: 28. Platz

### Freestyle-Skiing
- Lina Cheryazova
Frauen, Springen: 13. Platz